# Moritz Jenz
Moritz „Mercedes“ Jenz (* 30. April 1999 in Berlin) ist ein deutscher Fußballspieler, der vor allem als Innenverteidiger eingesetzt wird. Er steht aktuell beim VfL Wolfsburg unter Vertrag. Er hat deutsche sowie nigerianische Wurzeln.

## Karriere
Der in Berlin geborene und aufgewachsene Jenz spielte in der Jugend für die Berliner Vereine Alemannia 06 Haselhorst, SC Siemensstadt und Tennis Borussia. 2015 schloss er sich der Nachwuchsabteilung des englischen Profi-Vereins FC Fulham an. Dort gab er 2016 sein Debüt für die zweite Mannschaft, für die er in der Folge vier Jahre spielte.
Im August 2020 wechselte Jenz zum schweizerischen Erstligisten FC Lausanne-Sport, bei dem er einen Dreijahresvertrag bis zum Sommer 2023 unterzeichnete. Im Sommer 2021 wechselte er mit einem Fünfjahresvertrag zum FC Lorient. Im Juli 2022 wurde Jenz für ursprünglich ein Jahr auf Leihbasis an den schottischen Meister Celtic Glasgow verliehen, der die dazugehörige Kaufoption nicht wahrnahm. Stattdessen wechselte Jenz im Januar 2023 auf Leihbasis, abermals  mit Kaufoption, zum FC Schalke 04.
Im Sommer 2023 wechselte er zum Bundesligisten VfL Wolfsburg. Im August 2024 wurde er an den 1. FSV Mainz 05 verliehen.